# Blepharipa pauciseta
Blepharipa pauciseta är en tvåvingeart som först beskrevs av Louis-Paul Mesnil 1957.  Blepharipa pauciseta ingår i släktet Blepharipa och familjen parasitflugor. Inga underarter finns listade i Catalogue of Life.